# اتحادیه کشورهای مشترک‌المنافع
اتحادیه کشورهای مشترک‌المنافع (به انگلیسی: Commonwealth of Nations) یا اتحادیه کشورهای همسود، مجموعه‌ای از ۵۶ است که همه آن‌ها به جز موزامبیک و کامرون قبلاً مستعمره امپراتوری بریتانیا بوده‌اند. این کشورها روی هم حدود ۳۰٪ جمعیت کره زمین و ۳۰٪ سطح خشکی‌های زمین را می‌پوشانند. چهارچوب همکاری کشورهای این ارگان بر اساس اعلامیه سنگاپور مصوب سال ۱۹۷۱ حول توسعه ارزشهای مشترک مانند حقوق بشر، حکومت قانون، آزادی‌های فردی، برابری، دموکراسی، تجارت آزاد، صلح جهانی و همکاری‌های چند جانبه است.
در حال حاضر چارلز سوم نماد همبستگی میان تمامی ۵۶ عضو ارگان کشورهای مشترک‌المنافع است. عضویت در این ارگان به عنوان اتحاد سیاسی تلقی نمی‌شود و پذیرش چارلز سوم به عنوان نماد ارگان به معنای پیروی سیاسی کشورهای عضو از بریتانیا نیست.
کشورهای عضو قلمروهای مشترک‌المنافع، زیرمجموعهٔ اتحادیه کشورهای مشترک‌المنافع هستند. به جز بریتانیا که چارلز سوم خود در آن حضور دارد، در ۱۴ کشور دیگر عضو قلمروهای مشترک‌المنافع «فرماندار کل» معمولاً به پیشنهاد نخست‌وزیر آن کشور و دستور چارلز سوم انتخاب می‌شود.
بالاترین مقام تشریفاتی دربار بریتانیای کبیر (چارلز سوم) عنوان «ریاست کشور» را در ۱۵ عضو کشورهای مشترک‌المنافع دارا است. این کشورها به اصطلاح «قلمروی مشترک‌المنافع» خوانده می‌شوند. مقام ریاست کشور مقامی تشریفاتی است و در عمل کارهای روزمره کشورهای قلمرو از طریق دولت انتخابی به ریاست نخست‌وزیر انجام می‌شود. این کشورها شامل استرالیا، نیوزیلند، پاپوآ گینه نو، جزایر سلیمان، تووالو (در اقیانوسیه)، کانادا (در آمریکای شمالی)، بلیز (در آمریکای جنوبی)، آنتیگوآ و باربودا، باهاما، گرنادا، جامائیکا، سنت کیتس و نویس، سنت لوسیا، سنت وینسنت و گرنادین‌ها هستند.

اعضا (آبی)کشورهای وابسته به بریتانیا (آبی روشن)اعضای گذشته (نارنجی)

## بازی‌های المپیک اتحادیه کشورهای مشترک‌المنافع
هر چهار سال یک‌بار المپیک بازی‌های کشورهای مشترک‌المنافع در یکی از شهرهای اعضا برگزار می‌شود. ایده برگزاری این بازی‌ها در سال ۱۸۹۱ میلادی مطرح شد، در سال ۱۹۱۱ میلادی به بهانه تاج‌گذاری «جُرج پنجم» پادشاه بریتانیا، بین تیم‌های استرالیا، آفریقای جنوبی، کانادا و بریتانیا انجام گرفت و از سال ۱۹۳۰ میلادی به همه اعضای کشورهای مشترک‌المنافع تعمیم یافت.
در دهه اخیر شهرهای کوالالامپور در مالزی (۱۹۹۸)، منچستر در بریتانیا (۲۰۰۲)، ملبورن در استرالیا (۲۰۰۶)، دهلی نو در هند (۲۰۱۰)، گلاسگو در اسکاتلند (۲۰۱۴)، گلد کوست در استرالیا (۲۰۱۸) و بیرمنگام در بریتانیا (۲۰۲۲) میزبان این بازی‌ها بوده‌اند.

## رانندگی در اتحادیه کشورهای مشترک‌المنافع
در تمامی کشورهای مشترک‌المنافع، به استثنای کانادا، رانندگی از سمت چپ جاده انجام می‌شود و فرمان خودرو ها در سمت راست خودرو قرار دارد. کامرون، نیجریه و غنا، بعدها جهت رانندگی خود را به راست تغییر دادند.

## آمار کشورهای مشترک‌المنافع
۵۶ عضو اتحادیه کشورهای مشترک‌المنافع روی هم ۲٫۵ میلیارد نفر جمعیت دارند که تقریباً معادل ۳۰٪ جمعیت کره زمین است. تولید ناخالص ملی این گروه معادل ۷٫۸ تریلیون دلار معادل ۱۶ درصد اقتصاد جهانی است. مساحت کل کشورهای مشترک‌المنافع ۳۱٬۵ میلیون کیلومتر مربع معادل یک سوم خشکی‌های زمین است. پهناورترین کشورهای عضو ارگان مشترک‌المنافع کانادا (۹٫۸ میلیون کیلومتر مربع)، استرالیا (۷٫۷ میلیون کیلومتر مربع) و هند (۳٫۱ میلیون کیلومتر مربع) هستند.